# Cecilia Vega
Cecilia Vega (Clermont-Ferrand; 10 de febrero de 1977) es una actriz pornográfica francesa retirada.

## Biografía
Vega nació en febrero de 1977 en Clermont-Ferrand, ciudad del centro de Francia, capital de la región de Auvernia y del departamento del Puy-de-Dôme. Estudió osteopatía e hizo carrera en la profesión antes de entrar en la industria pornográfica.
Debutaría como actriz en 2006, a los 29 años de edad. Desde muy pronto se destacó por su capacidad para rodar escenas y películas de temática extrema, destacando las películas sadomasoquistas, las de sumisión, sodomía, dobles penetraciones, fist-fucking y gang bang, entre otras que también convergen la temática de sexo lésbico y MILFs.
Cecilia ha trabajado para productoras tanto europeas, especialmente francesas, como estadounidenses, como Jules Jordan Video, Evil Angel, Brandon Iron Productions, Alkrys, Brazzers, ATV, 3rd Degree o Zero Tolerance, entre otras.
En el año 2009 recogió el Premio Hot d'or a la Mejor artista femenina francesa.
Ese mismo año recibiría dos nominaciones en los Premios AVN a Artista femenina extranjera del año, que perdió contra la húngara Eve Angel; y a la Mejor escena de sexo en producción extranjera por Ass Traffic 5.
En 2010 volvería a los AVN con otras tres nominaciones. A la de Artista femenina extranjera del año, que volvería a perder contra la también húngara Aletta Ocean, se le sumaban la de Mejor escena de sexo en grupo por The Brother Load y la de Mejor escena de doble penetración por Slutty & Sluttier 9.
Algunos títulos de su filmografía son Evil Anal 6, Eskade - The Submission, French Angels, Manuel Ferrara's Raw, Milf Thing 3, Rocco - Puppet Master, Slutty and Sluttier 9, o Sperm Swap 5.
Se retiró como actriz porno en 2012, grabando hasta entonces algo más de 100 películas.

## Premios y nominaciones
| Año  | Ceremonia   | Resultado | Premio                                        | Trabajo                             |
| ---- | ----------- | --------- | --------------------------------------------- | ----------------------------------- |
| 2009 | Hot d'Or    | Ganadora  | Mejor artista femenina francesa               | —                                   |
| 2009 | Hot d'Or    | Nominada  | Mejor actriz francesa                         | Blanche, Alice, Sandy et les Autres |
| 2009 | Hot d'Or    | Nominada  | Mejor blog de una actriz                      | www.vegablog.com                    |
| 2009 | Premios AVN | Nominada  | Artista femenina extranjera del año           | —                                   |
| 2009 | Premios AVN | Nominada  | Mejor escena de sexo en producción extranjera | Ass Traffic 5                       |
| 2010 | Premios AVN | Nominada  | Artista femenina extranjera del año           | —                                   |
| 2010 | Premios AVN | Nominada  | Mejor escena de sexo en grupo                 | The Brother Load                    |
| 2010 | Premios AVN | Nominada  | Mejor escena de doble penetración             | Slutty & Sluttier 9                 |